# Ordre de la Culture
L'ordre de la Culture (文化勲章, bunka kunshō), ou ordre du Mérite culturel, est une distinction japonaise, remise annuellement pour récompenser des personnalités pour leur contribution à la culture japonaise.
Cet ordre, créé le 11 février 1937, est décerné par l'empereur chaque 3 novembre (en bunka no hi). Il ne comporte qu'une classe. Une annuité est versée à vie aux récipiendaires. Approximativement cinq médailles sont distribuées chaque année.
L'insigne, composé d'or et d'émail blanc, à la forme d'une fleur d'oranger. Le disque central comporte trois jades (magatama) en forme de croissant. Il est attaché par une guirlande d'or et d'émail de fruits et de feuilles d'oranger à un ruban violet porté autour du cou.
Le rang de cet ordre se situe entre l'ordre du Trésor sacré de première classe et l'ordre du soleil levant de seconde classe.

## Quelques récipiendaires

### Avant 1990
- Akira Ifukube (1914–2006). Compositeur de musique classique et de musique pour film
- Ryukichi Inada (1874–1950). Médecin chercheur, éminent universitaire et bactériologiste
- Shōen Uemura (1875–1949). peintre nihonga
- Hideo Kobayashi (1902–1983). Écrivain, qui a établi la critique littéraire comme une forme d'art indépendante au Japon.
- Hantaro Nagaoka (1865–1950). Physicien et un pionnier de la physique japonais en début de l'ère Meiji.
- Nakamura Kichiemon I (1896–1954). Premier acteur kabuki à recevoir cet honneur.
- Nakamura Utaemon VI (1917–2001). Célèbre acteur kabuki, connu pour ses rôles Onnagata[1]
- Kinjirō Okabe (1896–1984). Chercheur en génie électrique et professeur qui a développé le magnétron split-anode.
- Jirō Osaragi (1897–1973). Écrivain populaire de l'ère Showa.
- Takakusu Junjiro (1866–1945). Universitaire, partisan de l'élargissement des possibilités d'enseignement supérieur, et érudit bouddhiste de renommée internationale[2].
- Kenjiro Takayanagi (1899–1990). Pionnier du développement de la television[3].
- Tetsuji Morohashi (1883–1982). Importante figure dans le monde des études japonaises et de la sinologie[4].
- Susumu Tonegawa (born 1939). Biologiste lauréat du Prix Nobel de physiologie ou médecine en 1987[5]
- Eiji Yoshikawa (1892–1962). Romancier historien[6].

### Décennie 1990

#### 1994
- Takashi Asahina (1908–2001). Chef d'orchestre[7].
- Tadao Umesao. Ethnologue[8].
- Hideo Shima (1901–1998). Ingénieur des chemins de fer.

#### 1995
- Shigemitsu Dandō. Criminologue[9].
- Shūsaku Endō (1923–1996). Écrivain[9].

#### 1996
- Hanae Mori. Styliste[10].
- Takeuchi Rizō (1907–1997). Historien du Japon.

#### 1997
- Masatoshi Koshiba. Lauréat du Prix Nobel de physique[11].
- Hirofumi Uzawa. Économiste[11].

#### 1998
- Ikuo Hirayama (1930–2009). Artiste nihonga[12].
- Tadamitsu Kishimoto. Immunologue[12].

#### 1999
- Hiroyuki Agawa. Écrivain[13].
- Takeshi Umehara. Spécialiste de études culturelles japonaises[13].

### Décennie 2000

#### 2000
- Ryōji Noyori. Lauréat du Prix Nobel de chimie[14].
- Hideki Shirakawa. Lauréat du Prix Nobel de chimie[14].
- Isuzu Yamada. Actrice[14].

#### 2001
- Chie Nakane. Chercheur en anthropologie sociale[15].
- Toshio Yodoi (1911–2005). Sculpteur[15].

#### 2002
- Kyōhei Fujita (1921–2004). Artiste sur verre[16].
- Kaneto Shindō. Réalisateur[16].
- Kōichi Tanaka. Lauréat du prix Nobel de chimie[16]

#### 2003
- Kazuhiko Nishijima (1926–2009). Physicien[17].
- Sadako Ogata. politologue et diplomate[17].
- Makoto Ōoka. Poète et critique littéraire[17].

#### 2004
- Yōji Totsuka (1942–2008). Physicien.
- Nakamura Jakuemon, acteur kabuki
- Toan Kobayashi, graveur de sceaux
- Shizuka Shirakawa, spécialiste de littérature chinoise
- Horin Fukuoji, peintre nihonga

#### 2005
- Mitsuko Mori. Actrice[18].
- Saitō Makoto (1921–2008). Politologue, spécialisé dans l'histoire diplomatique et politique américaine[18].
- Ryuzan Aoki, céramiste
- Toshio Sawada, ingénieur
- Shigeaki Hinohara, médecin

#### 2006
- Yoshiaki Arata. Pionnier dans la recherche sur la fusion nucléaire[19].
- Jakuchō Setouchi. Écrivain et nonne bouddhiste[20].
- Hidekazu Yoshida. Critique musical[20].
- Chusaku Oyama, peintre nihonga
- Miyohei Shinohara, économiste

#### 2007
- Shinya Nakamura. Sculpteur[21].
- Kōji Nakanishi. Chimiste organicien[21].
- Akira Mikazuki. Former justice minister and professor emeritus[22].
- Tokindo Okada, biologiste du développement
- Shigeyama Sensaku, acteur kyogen

#### 2008
- Hironoshin Furuhashi (1928–2009). Sportif et fonctionnaire du sport[23].
- Kiyoshi Itō. Mathématicien dont le travail est maintenant appelé Itô Calculus[24].
- Donald Keene. Japonologue, universitaire, écrivain, professeur, traducteur et interprète de littérature et culture japonaises[24].
- Makoto Kobayashi. Physicien lauréat du Prix Nobel de physique en 2008[24].
- Toshihide Maskawa. Physicien théoricien lauréat du Prix Nobel de physique en 2008[24].
- Seiji Ozawa. Chef d'orchestre particulièrement réputé pour son interprétation d’œuvres du répertoire romantique tardif[24].
- Osamu Shimomura. Chimiste organicien et biologiste sous-marin, lauréat du Prix Nobel de chimie 2008[24].
- Seiko Tanabe. Écrivain[23].

#### 2009
- Sumio Iijima. Physicien[25].
- Tōjūrō Sakata IV. Acteur kabuki[25].
- Katsura Beicho, comédien rakugo
- kira Hayami, économiste, historien
- Yorio Hinuma, virologue

### Décennie 2010

#### 2010
- Tadao Ando[26].
- Akito Arima. Physicien nucléaire[26].
- Issey Miyake. Styliste[26].
- Ei-ichi Negishi. Lauréat du Prix Nobel de chimie[26].
- Yukio Ninagawa. Metteur en scène[26].
- Akira Suzuki. Lauréat du Prix Nobel de chimie[26].
- Haruko Wakita. Historienne de l'époque médiévale[26].

#### 2011
- Isamu Akasaki, ingénieur
- Ohi Chozaemon, pottier
- Saiichi Maruya, écrivain
- Taichiro Mitani, historien et politologue
- Mitsuhiro Yanagida, biologiste

#### 2012
- Shigeru Oda, juriste et magistrat
- Yoji Yamada, réalisateur de cinéma
- Shinya Yamanaka, biologiste
- Shuji Takashina, essayiste
- Toshio Matsuo, peintre
- Yashuyuki Yamada, agronome

#### 2013

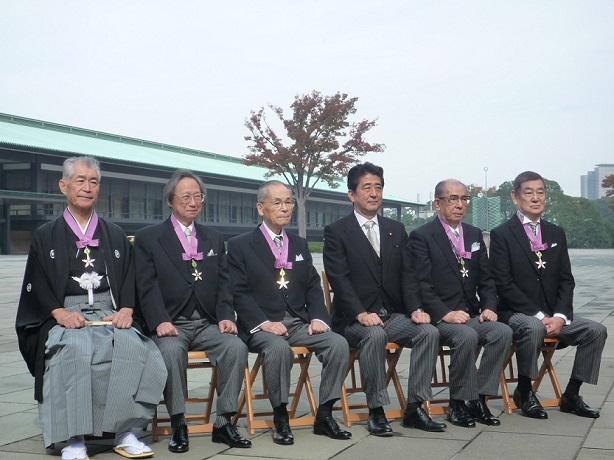
(de g. à d.) Tasuku Honjo, Susumu Nakanishi, Seikaku Takagi, le Premier ministre Shinzō Abe, Shun'ichi Iwasaki et Ken Takakura.

- Ken Takakura, acteur
- Susumu Nakanishi, philologue
- Shun'ichi Iwasaki, ingénieur
- Seikaku Takagi, calligraphe
- Tasuku Honjo, immunologiste

#### 2014
- Hiroshi Amano, Prix Nobel de physique en 2014
- Shuji Nakamura, Prix Nobel de physique en 2014
- Takemoto Sumitayu, récitant de bunraku
- Taeko Kōno, écrivain
- Toyoki Kunitake, biologiste
- Takashi Negishi, économiste
- Gyōji Nomiyama, peintre

#### 2015
- Satoshi Ōmura, biochimiste, Prix Nobel de médecine en 2015
- Takaaki Kajita, Prix Nobel de physique en 2015
- Shiono Hiroshi (ja), juriste, ancien président de l'Académie japonaise
- Fukumi Shimura, tisseuse
- Suematsu Yasuharu (ja), physicien
- Tatsuya Nakadai, acteur
- Nakanishi Shigetada (ja), biochimiste et neuroscientifique

#### 2016
- Yoshinori Ohsumi, biologiste, Prix Nobel de médecine en 2016
- Yayoi Kusama, artiste contemporaine
- Yumie Hiraiwa, écrivaine
- Funamura Tooru (ja), compositeur et chanteur
- Nakano Mitsutoshi (ja), critique littéraire et écrivain
- Tomoko Ohta, biologiste

#### 2017
- Okutani Hiroshi (ja), peintre de style occidental
- Shiba Sukeyasu (ja), compositeur
- Shiba Yoshinobu (ja), historien de la Chine
- Fujishima Akira (ja), chimiste
- Matsubura Kenichi (ja), biologiste moléculaire

#### 2018
- Toshi Ichiyanagi, compositeur avant-gardiste
- Imai Masayuki (ja), céramiste
- Kaneko Hiroshi (ja), juriste
- Nagao Makoto (ja), informaticien
- Masakazu Yamazaki, dramaturge, critique littéraire et philosophe

#### 2019
- Shun'ichi Amari, mathématicien et informaticien
- Shimon Sakaguchi, immunologue
- Sasaki Takeshi (ja), politologue
- Takeyoshi Tanuma, photographe
- Nomura Man (ja), acteur et enseignant de Kyōgen (école Izumi)
- Akira Yoshino, prix Nobel de chimie

#### A décliné l'honneur
- Kanjirō Kawai le refuse en 1955
- Kumagai Morikazu (ja) le refuse en 1968
- Kenzaburō Ōe, lauréat 1994 du Prix Nobel de littérature et critique du système impérial japonais a refusé l'Ordre de la Culture[27].
- Haruko Sugimura le refuse en 1995